# Nazarethkirken
|  | Se artiklen om Nazaret Kirke i København her |
Nazarethkirken i Ryslinge (Ryslinge Sogn, Ringe Provsti, Fyens Stift) blev indviet 8. august 1866, efter at den populære præst Vilhelm Birkedal var blevet afskediget som sognepræst i byen på grund af en kritik af kong Christian 9., hvem han i frustration over nederlaget til Tyskland i 1864 havde bedt Gud give "et dansk hjerte". Kirkens dåbsfad er skænket af N.F.S. Grundtvig, der bifaldt dannelsen af det, der blev Danmarks første valgmenighed. Komponisten Thorvald Aagaard fungerede i en periode som organist ved kirken.
Under præsten Torkild Skat Rørdam dannede en del af menigheden i 1921 Ryslinge grundtvigske Valgmenighed, der i dag hedder Ryslinge Valgmenighed, på grund af uenighed om præstens liberal-teologiske linje. Rørdams menighed overgik i 1925 til frimenighed, hvilket skyldtes en strid angående dåbsritualet. I dag eksisterer både Ryslinge Frimenighed og Ryslinge Valgmenighed, der deles om kirken.

## Eksterne kilder og henvisninger
- Frimenighedens hjemmeside
- Valgmenighedens hjemmeside
- Nazarethkirken hos KortTilKirken.dk